# Supplementum Epigraphicum Graecum
El Supplementum Epigraphicum Graecum (SEG) es una publicación anual (editada por J.C. Gieben, en Ámsterdam (Países Bajos hasta su muerte en 2006, y desde entonces por Ediciones Brill) que reúne bibliografía y sumarios de inscripciones griegas publicadas en el año anterior. Las nuevas inscripciones o bien tiene el texto griego completo o bien como una argumentación crítica. Abarca todo el mundo griego, excepto material posterior al siglo VII d. C. Cada tratado contiene una colección de un único año; por ejemplo, el tratado de SEG publicado en 2005 contiene todas las inscripciones publicadas en 2001.

## Historia
El SEG fue fundado en 1923 por el erudito holandés J. J. E. Hondius. Publicó doce volúmenes entre 1923 y 1950, y unos trece nuevos volúmenes por A. G. Woodhead entre 1951 y 1971. Hubo un paréntesis hasta 1978, año en que fue reanudada la publicación por Henk W. O Pleket y Ronald S. Stroud, quienes modernizaron SEG y crearon una publicación que aún perdura.
Los editores actuales de SEG son: Angelos Chaniotis, Thomas Corsten, Ronald S. Stroud, y Johan H. M. Strubbe.